# 纥石烈鹤寿
纥石烈鹤寿（12世纪？—1222年），金朝将领，女真族，纥石烈氏，河北西路（治今河北正定县）山春猛安人。
鹤寿起初充亲军。金章宗泰和三年（1203年），中武举，调任褒信县副巡检。泰和六年（1206年），宋军围攻蔡州（今河南汝南县），他率勇士夜袭宋营获胜，重占新蔡、新息、褒信三县。以行军万户随军出寿春（今安徽寿县），在涡口击败宋军，攻取真州、滁州二州及盱眙军。还军后，升任同知息州军州事。改任万宁宫同提举。完颜永济大安三年（1211年），充任西南路马军万户，为东胜州（今内蒙古托克托）解围，击败西夏军。进官两阶，升任尚方署令，充行军副统，升为行省左翼都统，历任武卫军都统、马军副提控、钤辖、都城东面宣差副提控。贞祐二年（1214年），为武宁军节度副使，在兰陵石城堌镇压红袄军，掳掠良民为生口，为监察御史陈规所弹劾。兴定元年（1217年），充马军都提控，攻入南宋襄阳界，遥授同知武胜军节度使事，改遥授睢州刺史。兴定二年（1218年），攻枣阳，三败宋军，改遥授同知归德府事。兴定三年（1219年），夺宋石渠寨，加宣差邓州路军马从宜，遥授汝州防御使。兴定四年（1220年），宋军围邓州，纥石烈鹤寿分兵拒守，日夜搏战。升任金紫光禄大夫，遥授武胜军节度使。兴定五年（1221年），权元帅左都监，行元帅府在鄜州（今陕西富县）。闰十二月，蒙古军破城，鹤寿战死，谥号果勇